# Vince Banonis
Vincent Joseph Banonis (Detroit, 9 aprile 1921 – Southfield, 23 ottobre 2010) è stato un giocatore di football americano statunitense che ha militato nel ruolo di centro e defensive tackle nella National Football League (NFL).

## Carriera
Banonis fu scelto dai Chicago Cardinals nel corso del quarto giro del Draft NFL 1942 come 29º assoluto. Banonis disputò 11 partite nella sua stagione da rookie, mettendo a segno 2 intercetti come defensive tackle.
La carriera di Banonis si interruppe per tre anni a causa della guerra e dell'arruolamento in Marina. Ritornò con i Cardinals nel 1946 e vi rimase fino al 1950. Durante quel periodo fu inserito per tre volte nella formazione ideale della NFL (1947, da UPI, 1948, dal Chicago Herald Am. e dal NY Daily News, e 1949, da Int. News Service) e per tre volte nella seconda formazione ideale (1946, dal NY Daily News, 1948, da Sporting News e UPI, e 1949, da UPI). Dal 1946 al 1949 intercettò 11 passaggi e guidò la NFL con 83 yard su ritorno e 2 fumble recuperati nel 1947. Fu membro della formazione dei Cardinals nel 1947 che si laureò campione NFL.
Nel 1951, Banonis fu scambiato con i Detroit Lions per l'offensive lineman Jack Simmons. Banonis disputò 36 partite come centro per i Lions dal 1951 al 1953, vincendo due campionati consecutivi nel 1952 e 1953. I Lions firmarono il centro Joe Schmidt nel 1953 e Banonis disputò la sua ultima partita all'età di 32 anni.

## Palmarès

### Franchigia
- Campionati NFL : 3

Chicago Cardinals: 1947
Detroit Lions: 1952, 1953

### Individuale
- All-Pro: 2

1947, 1949
- College Football Hall of Fame